# Ellerbach (Holzheim)
Ellerbach liegt drei Kilometer südöstlich von Holzheim im Naturpark Augsburg-Westliche Wälder am Mollenbach im Landkreis Dillingen an der Donau. Der Ort hatte 2014 etwa 240 Einwohner.

## Geschichte
Ellerbach wurde 1278 erstmals urkundlich erwähnt. Bodenfunde aus der Gemarkung weisen auf eine Besiedlung während der Mittelsteinzeit und in keltischer und römischer Zeit hin. Die Urkunde hat für Ellerbach die Bezeichnung Herlrbahc, spätere Namen sind Elrbach, Erlbach, Erlebach und Erlnbach, so dass davon auszugehen ist, dass der Name von einem mit Erlen bewachsenen Bach ausgeht.
Seit dem 1. Januar 1975 ist Ellerbach ein Ortsteil der Gemeinde Holzheim.

## Sehenswürdigkeiten

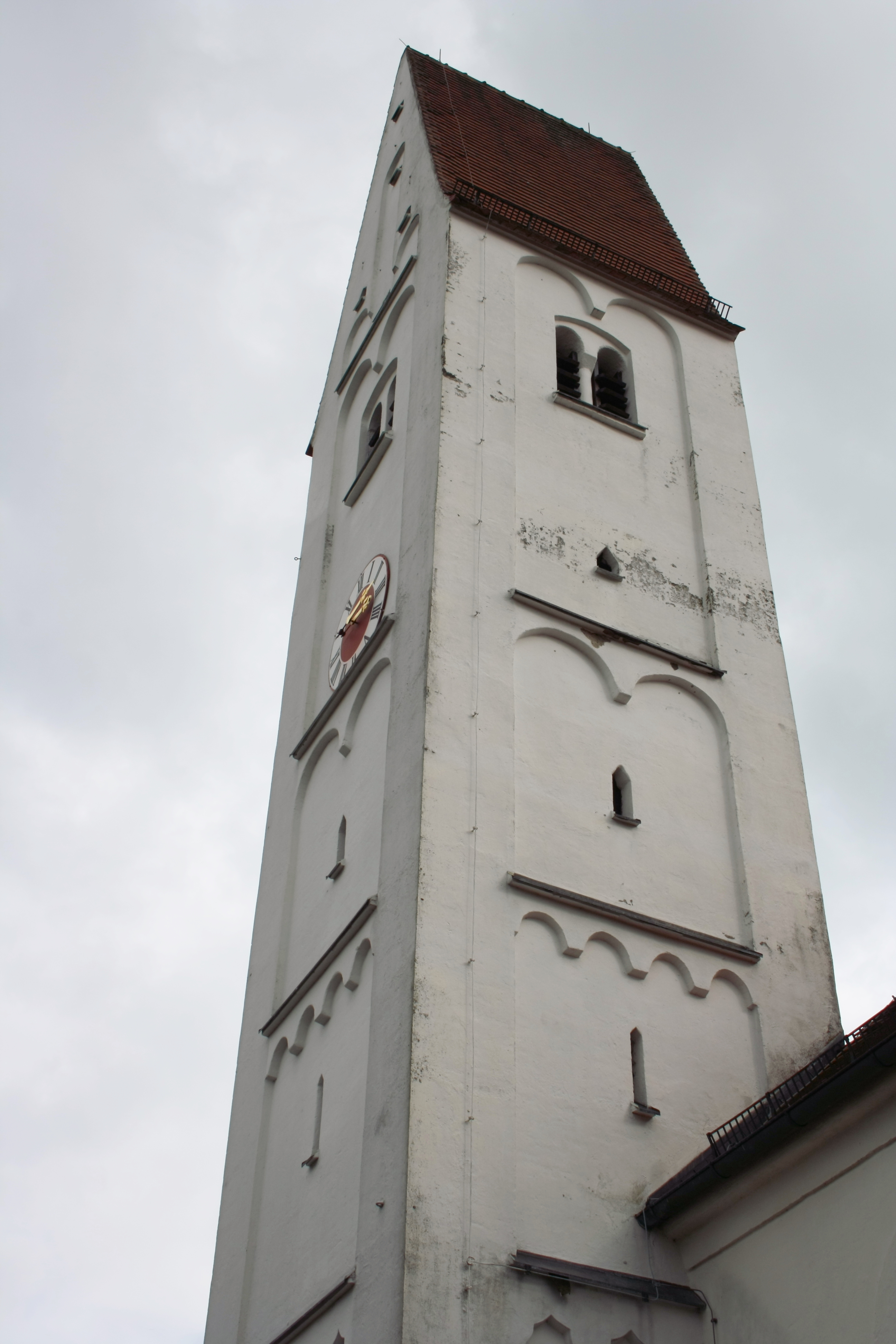
Katholische Pfarrkirche St. Peter und Paul, Kirchturm aus dem 14./15. Jahrhundert

- Katholische Pfarrkirche St. Peter und Paul, eine Pfarrei die bereits 1333 erwähnt wird. Das wiedererbaute Schiff und der Chor stammen von 1860. Der Turm selbst ist noch ein Relikt aus dem 14. und 15. Jahrhundert.

Siehe auch: Liste der Baudenkmäler in Ellerbach

## Bodendenkmäler
Siehe: Liste der Bodendenkmäler in Holzheim (bei Dillingen an der Donau)

## Vereine
- 2005 wurde das DSV Nordic Walking aktiv Zentrum Schwaben eröffnet. Es umfasst 9 markierte Strecken mit einer Gesamtlänge von 60 Kilometern.
- BBV Ortsverband Ellerbach
- Ellerbacher Thermikfreunde
- Feuerwehrverein Ellerbach
- Freiwillige Feuerwehr Ellerbach
- Gesangverein Ellerbach
- Landjugend Ellerbach
- Musikverein Ellerbach
- Obst- u. Gartenbauverein Ellerbach
- Turn- und Sportverein Ellerbach
- Vereinsgemeinschaft Zelt Ellerbach